# Rudnik (montagne)
Pour les articles homonymes, voir Rudnik.
Les monts Rudnik, en serbe cyrillique Рудник, sont un massif montagneux de Serbie centrale situé à environ 100 km au sud de Belgrade, près de la ville de Gornji Milanovac. Son point culminant est le mont Cvijićev vrh qui s'élève à une altitude de 1 132 m. 
En serbe, Rudnik signifie « la mine ». Ce nom lui a été attribué en raison des nombreuses ressources minières qu'il contient. De fait les mines des monts Rudnik sont exploitées depuis l'Antiquité.

## Géographie

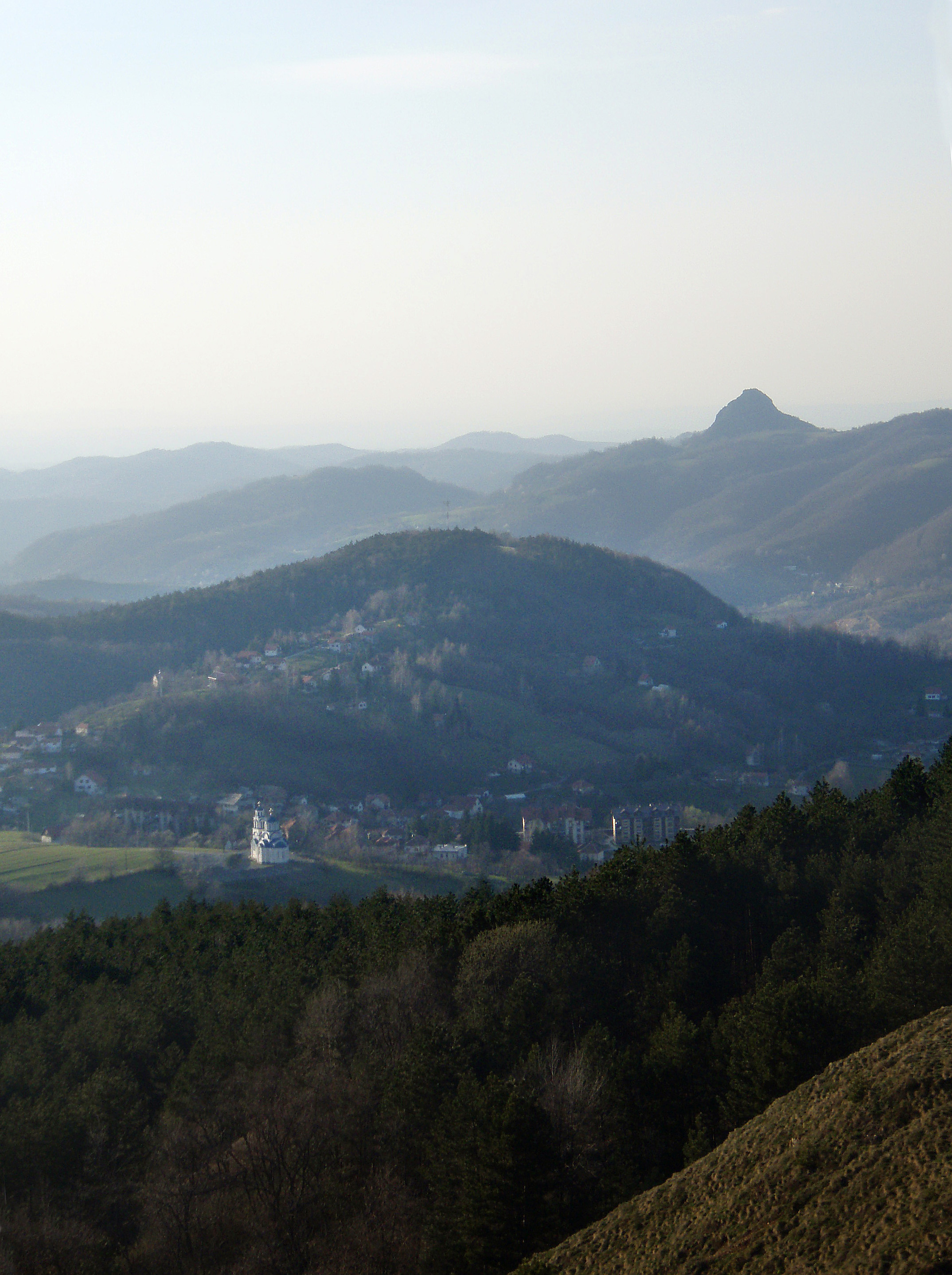
Les monts Rudnik

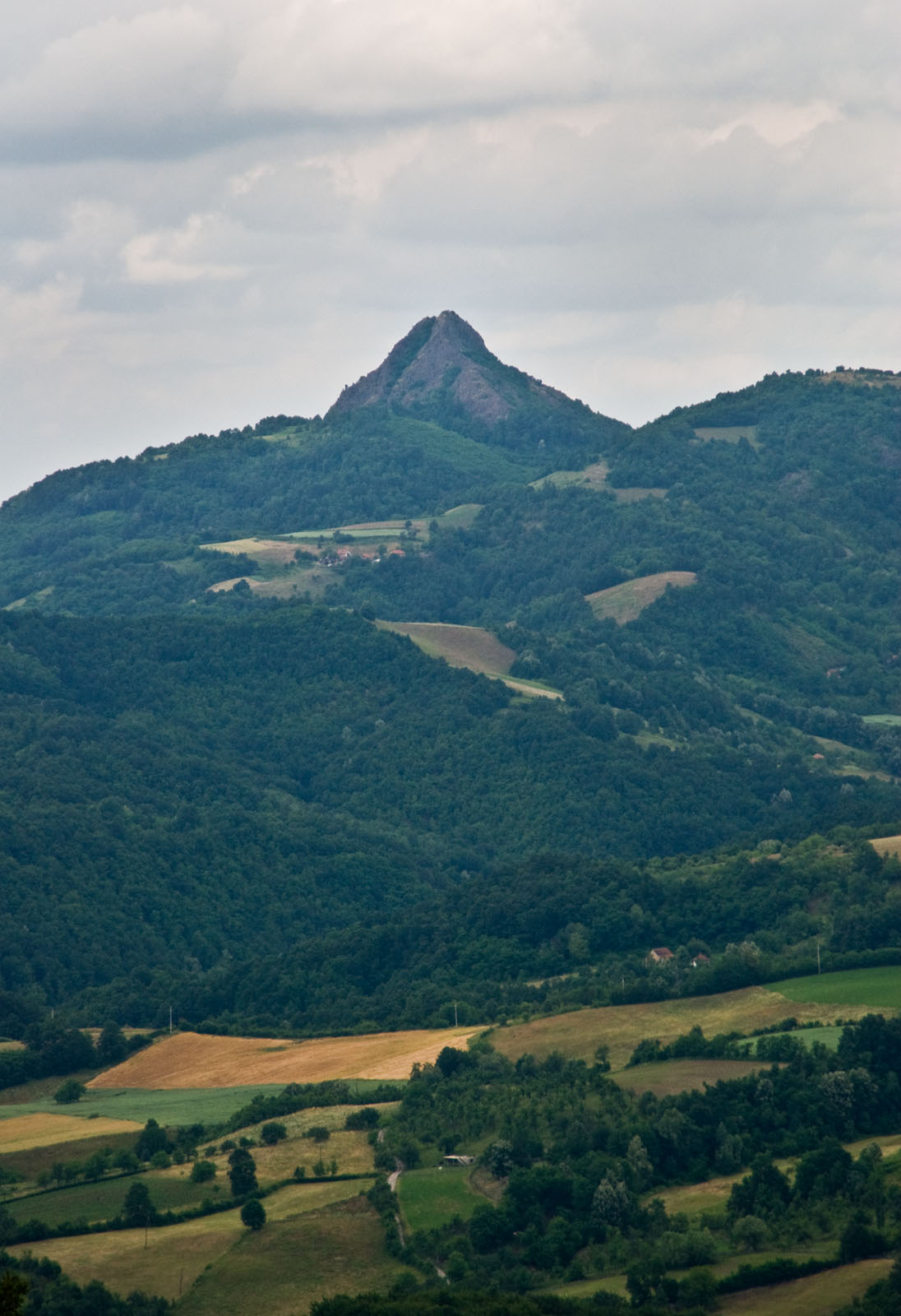
Le mont Ostrvica, vu depuis le village de Mutanj

Les monts Rudnik sont situés dans la région géographique de la Šumadija. Il se trouve entre les vallées de la Velika Morava, de la Zapadna Morava et de la Kolubara, ce qui en fait un des carrefours hydrologiques du secteur. La partie septentrionale du massif est ceinturée par la Jasenica, un affluent droit de la Velika Morava ; y prend également sa source la Despotovica, un affluent gauche de la Zapadna Morava et, au sud, la Gruža, un autre affluent gauche de la Zapadna Morava. De nombreux autres ruisseaux naissent dans ses forêts, comme la Lepenica, un affluent gauche de la Velika Morvava et le Ljig, un affluent gauche de la Kolubara.

### Sommets
Les monts Rudnik comptent les sommets suivants :
| Mont           | Hauteur (en mètres) |
| -------------- | ------------------- |
| Cvijićev vrh   | 1 132               |
| Srednji Šturac | 1 113               |
| Molitve        | 1 096               |
| Mali Šturac    | 1 058               |
| Paljevine      | 1 052               |
| Marjanac       | 1 028               |
| Uvlaka         | 958                 |
| Suvi grmovi    | 920                 |
| Veliki laz     | 909                 |
| Gradina        | 830                 |
| Ostrvica       | 758                 |

## Histoire
De nombreuses découvertes archéologiques témoignent qu'une localité existait à cet endroit à l'époque romaine. 
Après 1441, Rudnik gagna en importance lorsque les Ottomans s'emparèrent de Novo Brdo. Le despote Đurađ Branković battait monnaie au mont Rudnik ; il y possédait également une résidence d'été. 
Après la Seconde Guerre mondiale, le gouvernement de la république fédérative socialiste de Yougoslavie décida de relancer l'industrie minière dans le pays. Le 5 janvier 1950, il créa la société Rudnik, une entreprise publique, et installa son siège social à Rudnik ; cette société eut comme mission l'exploration et l'exploitation des minerais du massif ; cette entreprise a été privatisée le 14 octobre 2004 puis rachetée par la société Contango de Belgrade, qui détient 70 % de son capital. Elle extrait du plomb (Pb), du zinc (Zn), du cuivre (Cu) et, dans une moindre proportion, de l'argent (Ag), principalement à partir de deux sites, Srednji Šturac et Gušavi Potok.

## Sites
À proximité du mont Rudnik se trouvent des sites historiques comme ceux d'Oplenac et de Takovo, les monastères de Vraćevšnica, de Voljavča, de Saint-Nicolas ainsi que les monastères de la gorge d'Ovčar-Kablar.